# Province de Yoshino
La province de Yoshino (芳野監, Yoshino-gen, fl. vers 716 - après 738) est une ancienne province du Japon dans la préfecture de Nara sur l'île de Honshū. C'est une entité spéciale éphémère parmi les provinces du Japon, située dans la région du Kansai. Elle est composée d'un seul district, le district de Yoshino (吉野郡, Yoshino-gun). Son extension coïncide à peu près avec l'actuel district de Yoshino plus la ville de Gojō.
Yoshino a été créée en séparant le district de Yoshino de la province de Yamato. L'époque de sa fondation est inconnue, mais on pense qu'elle est la même ou proche de la création de la province d'Izumi (和泉監, Izumi-gen) en 716. Le nom de l'unité gen (監) est différent  de kuni (国) habituel des provinces. Bien qu'aucun document n'en donne la raison, les deux provinces étaient inhabituellement petites et contenaient des palais secondaires : la province de Yoshino contient le palais de Yoshino (吉野宮, Yoshino-miya) et celle d'Izumi le palais Chinu. La province de Yoshino est supprimée peu de temps après l'année 738 et son territoire est de nouveau absorbé dans la province de Yamato.